# The Music...The Mem'ries...The Magic!
The Music...The Mem'ries...The Magic! é o nono álbum ao vivo da cantora estadunidense Barbra Streisand, gravado durante a turnê de mesmo nome e lançado pela Columbia Records, em 8 de dezembro de 2017. Duas versões foram disponibilizadas em formato físico para venda: uma com apenas um disco, que inclui dezenove faixas, com os melhores momentos do show, e outra com dois discos com o show completo, incluindo diálogos de Streisand com a plateia.
Comemorando seis décadas com pelo menos um álbum atingindo a primeira posição entre os mais vendidos da Billboard 200, Streisand resolveu entrar em uma turnê, que passou por cidades dos Estados Unidos e do Canadá, em 2016 e início de 2017. O set list consistiria de uma música de cada um dos álbuns que atingira o feito mencionado, nas paradas de sucesso estadunidense, além de canções de seu mais recente trabalho Encore: Movie Partners Sing Broadway.
O anúncio da turnê foi feito pelo seu empresário, Marty Erlichman, em 16 de maio de 2016, a pré-venda de ingressos começou para os membros do cartão American Express, em 18 de maio, para locais nos EUA, e 19 de maio para o locais canadenses; juntamente com uma compra de pré-venda, os fãs receberam uma cópia de "Encore". As vendas de ingressos para o público geral começaram em 25 de maio. Os preços dos ingressos variaram entre US$ 90 e US$ 510. A turnê foi gerenciada pela Live Nation Global Touring e S2BN Entertainment.
Um especial foi feito para a Netflix, incluindo, além do show em Miami, momentos de bastidores da gravação de Encore: Movie Partners Sing Broadway, de 2016. Em diálogos com a plateia, Streisand compartilha histórias engraçadas da carreira, desde sua estreia na direção em Yentl (“Não há nada como a sua primeira vez”) até a capa (do álbum com a trilha sonora e do pôster) de Nasce Uma Estrela (“Se você está se perguntando o que eu estava vestindo durante aquela foto… era almíscar”). As histórias também são esclarecedoras, e demonstram aos fãs sobre como Streisand controla tudo em sua carreira, desde a produção até a ponta alada de seu delineador.
A recepção da crítica especializada em música foi favorável. Mark Deming, do site estadunidense AllMusic, avaliou com quatro estrelas de cinco e escreveu que "com cinco décadas e meia em uma das carreiras mais notáveis da história do showbiz americano, Barbra Streisand ainda é uma magistral vocalista e performer", e o definiu como "uma aula de mestre em como uma lenda dá ao público o show que eles querem e faz com que a experiência pareça nova e vital, mesmo em músicas que ela literalmente canta há décadas".
Comercialmente, obteve sucesso moderado. Atingiu a posição de número 69 na Billboard 200, com vendas de  11.000 unidades (quase todas advindas de vendas tradicionais de álbuns), e permaneceu na lista por uma semana.
Recebeu uma indicação ao Grammy Award para Melhor Álbum Vocal de Música Pop Tradicional, na 61.ª cerimônia anual da premiação.

## Lista de faixas
Créditos adaptados do iTunes.
| The Music...The Mem'ries...The Magic! – Deluxe edition |                                                                  |         |  |
| N.º                                                    | Título                                                           | Duração |  |
| 1.                                                     | "People" (Overture)                                              | 1:30    |  |
| 2.                                                     | "The Way We Were"                                                | 3:31    |  |
| 3.                                                     | "Introductory Remarks"                                           | 2:20    |  |
| 4.                                                     | "Everything"                                                     | 4:40    |  |
| 5.                                                     | "Being at War with Each Other"                                   | 3:33    |  |
| 6.                                                     | "No More Tears (Enough Is Enough)"                               | 2:24    |  |
| 7.                                                     | "Evergreen"                                                      | 5:06    |  |
| 8.                                                     | "You Don't Bring Me Flowers"                                     | 4:25    |  |
| 9.                                                     | "Being Alive"                                                    | 4:34    |  |
| 10.                                                    | "Directing Movies"                                               | 3:07    |  |
| 11.                                                    | "Papa, Can You Hear Me?"                                         | 4:56    |  |
| 12.                                                    | "Pure Imagination"                                               | 6:11    |  |
| 13.                                                    | "Making Encore"                                                  | 3:01    |  |
| 14.                                                    | "Who Can I Turn To (When Nobody Needs Me)" (with Anthony Newley) | 3:48    |  |
| 15.                                                    | "Losing My Mind"                                                 | 4:31    |  |
| 16.                                                    | "Isn't This Better"                                              | 2:38    |  |
| 17.                                                    | "How Lucky Can You Get"                                          | 4:15    |  |
| 18.                                                    | "Don't Rain on My Parade"                                        | 3:45    |  |
| 19.                                                    | "People"                                                         | 4:22    |  |
| 20.                                                    | "Climb Ev'ry Mountain" (with Jamie Foxx)                         | 7:03    |  |
| 21.                                                    | "Happy Days Are Here Again"                                      | 3:35    |  |
| 22.                                                    | "Jingle Bells?"                                                  | 3:50    |  |
| 23.                                                    | "With One More Look at You"                                      | 6:11    |  |
| 24.                                                    | "I Didn't Know What Time It Was"                                 | 6:01    |  |
| 25.                                                    | "By the Way"                                                     | 3:11    |  |
| Duração total:                                         | Duração total:                                                   | 109:45  |  |

## Tabelas

### Tabelas semanais
| Tabela musical (2017)                | Melhor posição |
| ------------------------------------ | -------------- |
| Austrália (ARIA)                     | 45             |
| Bélgica (Ultratop Flandres)          | 133            |
| Países Baixos (Dutch Charts)         | 69             |
| New Zealand Heatseeker Albums (RMNZ) | 6              |
| Escócia (Official Scottish Albums)   | 59             |
| Reino Unido (Official Albums Chart)  | 65             |
| Estados Unidos (Billboard 200)       | 69             |